# 사업다각화
사업다각화란 기업이 단일 사업에만 집중 투자하며 한 분야에 전념하기보다 주 사업 이외의 다른 분야로 사업 범위를 확장시키는 경영전략을 의미한다.

## 종류
사업다각화는 크게 두가지로 나뉜다. 기업의 기존 비즈니스의 연장선상에서 상품 라인업을 확장하는 ‘관련 다각화’, 그리고 기존 사업과 다른 새로운 산업에 진출하는 ‘비관련 다각화’이다.
관련다각화의 예를 들면, 펩시코가 콜라 위주의 상품에서 탈피, 다양한 음료수 제품군을 내놓으며 종합 음료 기업으로 변모한 것을 들 수 있다.
비관련 다각화의 예를 들면, 두산이 과거에는 소비재 중심의 기업이었으나 사업다각화를 통해 두산중공업 등의 성공적인 계열사를 만들어 중공업 중심의 사업체로 거듭난 것을 들 수 있다.

## 성공 사례
사업다각화의 성공 사례로는 인터넷 서점 아마존이 책 이외에 음반, 비디오, 보석, 의약품, 식료품 등 다양한 물품 판매로 사업을 확장한 것을 비롯, 전자책 리더 킨들의 제작 및 판매에 성공한 것을 들 수 있다. 현재 아마존은 금융업에도 진출하고 있는 상태다. 컴퓨터 제조업체였던 애플의 음악 사업 및 스마트폰 사업 진출 역시 매우 성공적인 사업다각화로 평가된다.
캐논(Canon)은 본래 현미경을 제작하는 회사에서 출발, 핵심기술인 광학기술과 정밀기술을 이용하여 복사기 및 프린트등의 사무용 기기산업으로 사업을 진화시켜 갔다. 이 역시 성공적인 사업다각화의 사례다.

## 실패 사례
전문 분야에 역량을 집중하지 못하고 다른 분야로 눈을 돌리는 것은 무능한 경영진들에게서 쉽게 찾아볼 수 있는 행태이기 때문에, 성공보다는 실패사례가 많으며 매스컴에서도 주로 부정적인 측면이 많이 부각된다.
사업다각화의 실패는 주로 주 사업에 역량을 집중하지 못하는 데서 온다. 세계 굴지의 완구 메이커 레고는 사업다각화를 추진하다가 실패하여 2004년 큰 규모의 구조조정을 실시한 적이 있다.
한때 일본의 빌게이츠로까지 불렸던 전 일본 마이크로소프트 사장 니시 카즈히코는 본업에서 부진을 겪자 사업다각화로 눈을 돌렸으나 실패하여 사업가로서는 완전히 몰락했다.
대한민국에서는 삼성그룹에서 이건희 회장의 개인적 취향을 이유로 자동차 사업에 뛰어들었다가 큰 손실을 입고 철수한 실패 사례가 있다.
중소기업 중에서는 벤처 1세대로 불리는 버추얼텍이 본업에서의 실패를 만회하려 여러모로 사업다각화를 도모하다 결국 폐지 수입 사업으로 연명하게 된 예가 있다.

## 사업다각화를 하지 않아 성공한 사례
상기한 사업다각화의 부작용으로 인해, 의도적으로 사업다각화를 추진하지 않아 본업에서 성공을 거둔 사례도 상당수 있다.

### 대기업의 예
예를 들어 애플은 보유 자금도 풍부하고 자체 데이터센터도 있는데다 클라우드 등 서버 기술도 보유하고 있지만 검색 산업에는 진출하지 않고 있다. 이는 전략적인 선택과 집중에 의한 것으로 풀이된다.
대한민국의 서울반도체는 LED 기술 하나에만 집중하여 글로벌 LED 업계 매출 4위로 등극했다. 이와 같이 자금력과 리소스가 풍부한 대기업의 경우도 사업다각화를 추진하기보다 자신의 분야에 역량을 집중하여 성공하는 경우를 찾아보기 쉽다.

### 중소기업의 예
특히 자금력과 인력이 제한되어 있는 중소기업은 제한된 리소스를 한곳에 집중시키는 방식으로 성공한 사례가 많다.
대한민국의 코스닥 시장에서는 인바디(舊바이오스페이스)가 20년 가까이 체성분 분석기 하나에만 집중하여 전문가용 체성분분석기 세계 시장점유율 51%를 달성했고, 지엠피는 30년 가까이 라미네이팅 기술 하나에만 집중하여 세계시장 점유율 30%로 1위를 고수하고 있다. 프로텍은 LED 디스펜서(LED에 형광물질을 도포하는 기기)에 집중하여 대한민국 내 시장 점유율 1위를 차지했다.
이러한 강소기업의 성공은, 핵심 역량을 다른 분야에 분산시키지 않고 자신이 가장 잘 할 수 있는 분야에 집중한 결과라고 분석할 수 있다.

## 성공 조건
사업다각화는 기본적으로 기업이 무엇을 가장 잘 할 수 있는가를 파악하여 핵심역량을 바탕으로 연관산업을 중심으로 진행해야 성공 확률이 높다. 다만 각 산업 간의 경계가 허물어지고 있는 현대의 추세에서는 필요할 경우 기존 사업 분야만 고수하기보다 새로운 사업에 과감히 뛰어들어야 하는 경우도 생겨나고 있다. 이러한 경우 기존 사업에서의 핵심역량을 신규 사업에 얼마나 성공적으로 이전할 수 있는가가 성공의 열쇠가 된다.

## 참조문헌
1. ↑  기업다각화 현황 분석, 통계청, 2010
2. ↑  전승국, 류수전. “기업의 사업다각화가 매출성장에 미치는 영향”. 《기업경영연구》.
3. ↑  [저널 리뷰] 산업 내 다각화가 기업 성과에 미치는 영향, ‘범위의 경제’과신 금물…비용 상승 역효과도, 한국경제매거진 2013년 10월 21일
4. ↑  아마존 거침없는 사업 확장 어디까지? 문어발식 성장…다각화의 귀재, 한국경제매거진, 2012년 10월 15일
5. ↑  신산업과 기업의 성장전략, 한양대학교 경영대학 이웅희 교수, 2011
6. ↑  레고, 사업다각화 실패…대대적 구조조정 - 중앙일보, Mar 17, 2004
7. ↑  손정의 인터넷 제국의 지배자(원제 손정의 재벌경영), 다키다 세이치로, 1999
8. ↑  삼성을 생각한다, 김용철, 2010
9. ↑  서울반도체, 글로벌 LED 업계 매출 4위 등극, 뉴시스, 2014-07-31
10. ↑  이 사람 - 국내영업 포기하고 해외로 뛰어 성공한 김양평 GMP회장 “중국의 불법 카피업자들이 ‘당신 물건 최고’라 합디다”, 월간조선 2011년 8월호
11. ↑  [현장! 코스닥] 프로텍 "독보적 기술로 시장점유율 1위", 조선비즈, 2010.11.09
12. ↑  다각화 디스카운트 피하려면? - 동아비즈니스리뷰 2012.04.15